# ЄвроХім
«ЄвроХім» — мінерально-хімічна компанія створена в травні 2001 р. Включає:
- ВАТ «Ковдорський ГЗК» (Мурманська обл., РФ),
- ВАТ «Невінномиський азот» (Ставропольський край, РФ),
- ВАТ «Промислова група „Фосфорит“» (Ленінградська обл., РФ),
- АТ «Ліфоса» (Литва),
- Новомосковську АК «Азот» (Тульська обл., РФ).

Компанія «ЕвроХим» стала найбільшим виробником мінеральних добрив у РФ з річним оборотом понад 800 млн. дол. США.